# Prabuty (stacja kolejowa)
Prabuty – stacja węzłowa w Prabutach, w województwie pomorskim, w Polsce. Według klasyfikacji PKP ma kategorię dworca lokalnego. 

## Ruch pasażerski[2]
| Rok  | Wymiana pasażerska na dobę |
| ---- | -------------------------- |
| 2017 | 300-499                    |
| 2018 | 300-499                    |
| 2019 | 300-499                    |
| 2020 | 200-299                    |
| 2021 | 300-499                    |
| 2022 | 300-499                    |
| 2023 | 500-699                    |

## Historia
W Prabutach zbiegają się 3 linie kolejowe: linia nr 9 Warszawa Wschodnia – Gdańsk Główny, linia nr 218 Prabuty – Kwidzyn oraz linia nr 232 Jabłonowo Pomorskie – Prabuty. Linia nr 238 na odcinku Myślice – Prabuty została rozebrana w 1945 roku. Na odcinku Prabuty – Kwidzyn od 2000 r. odbywa się jedynie ruch towarowy. Ruch pasażerski na linii Jabłonowo Pomorskie – Prabuty został zawieszony w 1990 roku; przez kilka następnych lat odbywał się ruch towarowy, a obecnie (2021) linia jest całkowicie rozebrana i zdewastowana. W latach 2011–2014 stacja została przebudowana w ramach modernizacji linii kolejowej nr 9 (m.in. zmieniono układ torów i peronów, wybudowano przejście podziemne, wymieniono rozjazdy). Pozwoliło to na podniesienie maksymalnej prędkości przejeżdżających składów pasażerskich ze 100 do 150 km/h, a towarowych do 120 km/h.